# 克利夫蘭·阿貝
克利夫蘭·阿貝（英語：Cleveland Abbe，1838年12月3日—1916年10月28日），美國氣象學家，生於紐約市。他長期從事大氣和氣候方面的著述，於1870年開創基于电报系统的國家氣象服務事業，並引進標準時間制於，1916年卒於馬利蘭州切維蔡斯。

## 生平
阿贝先后在大卫·斯科特语法学校和纽约市立学院接受教育，曾在奥利佛·沃尔科特·吉布斯指导下学习。毕业之后他曾在纽约三一学院教授数学，之后在密歇根大学执教。美国南北戰爭爆发时，他想加入联邦军，但由于视力不合格而未通过。他进入哈佛大學就读，并担任天文学家本杰明·阿普索普·古尔德的助手。1864年他获得科学学士学位，也不再为美国海岸调查工作。这段时间里他认识了气象学家威廉·费雷尔，这可能是他对气象研究兴趣的起源。1864至1866年，阿贝前往俄国，並在奥托·威廉·冯·斯特鲁维领导下的普尔科沃天文台工作了两年。回到美国后，他在美国海军天文台工作，1868年起担任辛辛那提天文台台长。在辛辛那提的几年里，他有感于天气会影响天文学家的工作，开始转向气象学研究。

## 气象学研究
1871年阿贝被任命为气象服务处的首席气象学家。阿贝研究的前提是气象预测应该以尽量小的投入，力争能有收益。他招募了二十名义务气象调查员，又争取到西联公司的许可，使调查员们可以免费收发电报。他也规定了一套密码系统，以减少发送过程中的信息遗漏和损失。通过获取调查员收集的数据，阿贝把天气情况标在地图上，进而作出预测。1871年2月19日阿贝发表了第一份天气预报，之后他一方面扩大数据收集范围，一方面将数据发给各研究机构以扩大影响，还坚持对发布的预告进行复核，在第一年中他们复核了其中69%的预告。1872年阿贝创建了每月天气评论这一期刊。
1873年，辛辛那提天文台财政紧张，阿贝离开了天文台，开始专门研究气象预报。为了保证各地数据的同时性，他在1879年发表文章《关于标准时间的报告》建议将美国划分为四个时区。1884年美国政府正式启用时区系统。1891年该服务处升级为美国气象局，阿贝留任直至去世。

### 引用
1. 1 2 3 4  Debus 1968，第2頁
2. 1 2  Reingold 1970，第6頁
3. 1 2  Humphreys 1946，第1頁
4. ↑  Hoiberg 2010，第11頁

### 來源
- Anon. . National Academy of Sciences. 2015  [5 May 2015]. （原始内容存档于2015-05-05）.
- Anon.  (PDF). American Academy of Arts and Sciences. 2013  [5 May 2015]. （原始内容存档 (PDF)于2015-05-05）.
- Anon. . NOAA. Top Tens. 19 July 2012  [5 May 2015]. （原始内容存档于2015-05-05）.
- Anon.  (PDF). The New York Times (New York, NY). 29 October 1916  [5 May 2015]. （原始内容存档 (PDF)于2015-11-24）.
- Asimov, Isaac. . . Garden City, NY: Doubleday & Company, Inc.: 343–344. 1964. LCCN 64016199.
- Debus, Allen G. (编).  1st. Chicago, IL: A. N. Marquis Company. 1968. ISBN 0-8379-1001-3. LCCN 68056149.
- Hoiberg, Dale H. (编). . . I: A-Ak - Bayes 15th. Chicago, IL: Encyclopædia Britannica, Inc. 2010. ISBN 978-1-59339-837-8. LCCN 2008934270.
- Humphreys, William Jackson. . . I-II: Abbe-Brazer. New York, NY: Charles Scribner's Sons: 1–2. 1946. LCCN 60002195.
- Hunter, Cathy. . National Geographic. National Geographic Society. 31 May 2012  [5 May 2015]. （原始内容存档于2015-05-05）.
- Leonard, John William; Marquis, Albert Nelson (编). . 5: 1908-1909. Chicago, IL: A. N. Marquis & Company. 1908.
- Reingold, Nathan. . Gillispie, Charles Coulston  (编). . 1: Abailard to Berg. New York, NY: Charles Scribner's Sons. 1970. ISBN 0-684-10112-2. LCCN 69018090.
- Rines, George Edwin (编). . . I: A-Annuals. New York, NY: The Encyclopedia Americana Corporation. 1918. LCCN 18016023.